# V 473 Lyrae
V 473 Lyrae eller HD 180583, är en dubbelstjärna belägen i den södra delen av stjärnbilden Lyran. Den har en skenbar magnitud som varierar 5,99 - 6,35 och är svagt synlig för blotta ögat där ljusföroreningar ej förekommer. Baserat på parallaxmätning inom Hipparcosuppdraget på ca 2,33 mas, beräknas den befinna sig på ett avstånd på ca 1 800 ljusår (ca 553 parsek) från solen. Den rör sig närmare solen med en heliocentrisk radialhastighet på ca -16 km/s.

## Observationer
V 473 Lyrae noterades 1968 som en möjlig variabel, undersöktes sedan som en möjlig Delta Scuti-variabel. Den bekräftades som variabel men variationerna ansågs halvregelbundna och därför katalogiserades den inte som en Delta Scuti-variabel.
År 1979 märktes återigen ljusstyrkevariationer och V473 listades som en kortperiodisk Cepheid, även om perioden bedömdes till 3,04 dygn. Den korrekta perioden noterades några år senare till 1,49078 dygn, vid den tiden den kortaste kända perioden för en galaktisk Cepheid. Ovanliga periodiska variationer i pulseringsamplituden märktes också, liknande Blazhkoeffekten i RR Lyrae-variabler.

## Egenskaper
Primästjärnan V 473 Lyrae är en gul till vit ljusstark jättestjärna av spektralklass F7 II. Den har en massa som är ca 3,0 - 4,6 solmassor, en radie som är ca 24 solradier och utsänder energi från dess fotosfär motsvarande ca 740 gånger solen vid en effektiv temperatur av ca 6 200 K. V473 Lyrae har en svag följeslagare. Även om de två stjärnorna är separerade med 15 bågsekunder, är följeslagaren av 15:e magnituden så svag att den är svår att upptäcka bredvid den ljusstarka primärstjärnan. På avståndet till V473 Lyrae motsvarar separationen 8 300 astronomiska enheter.

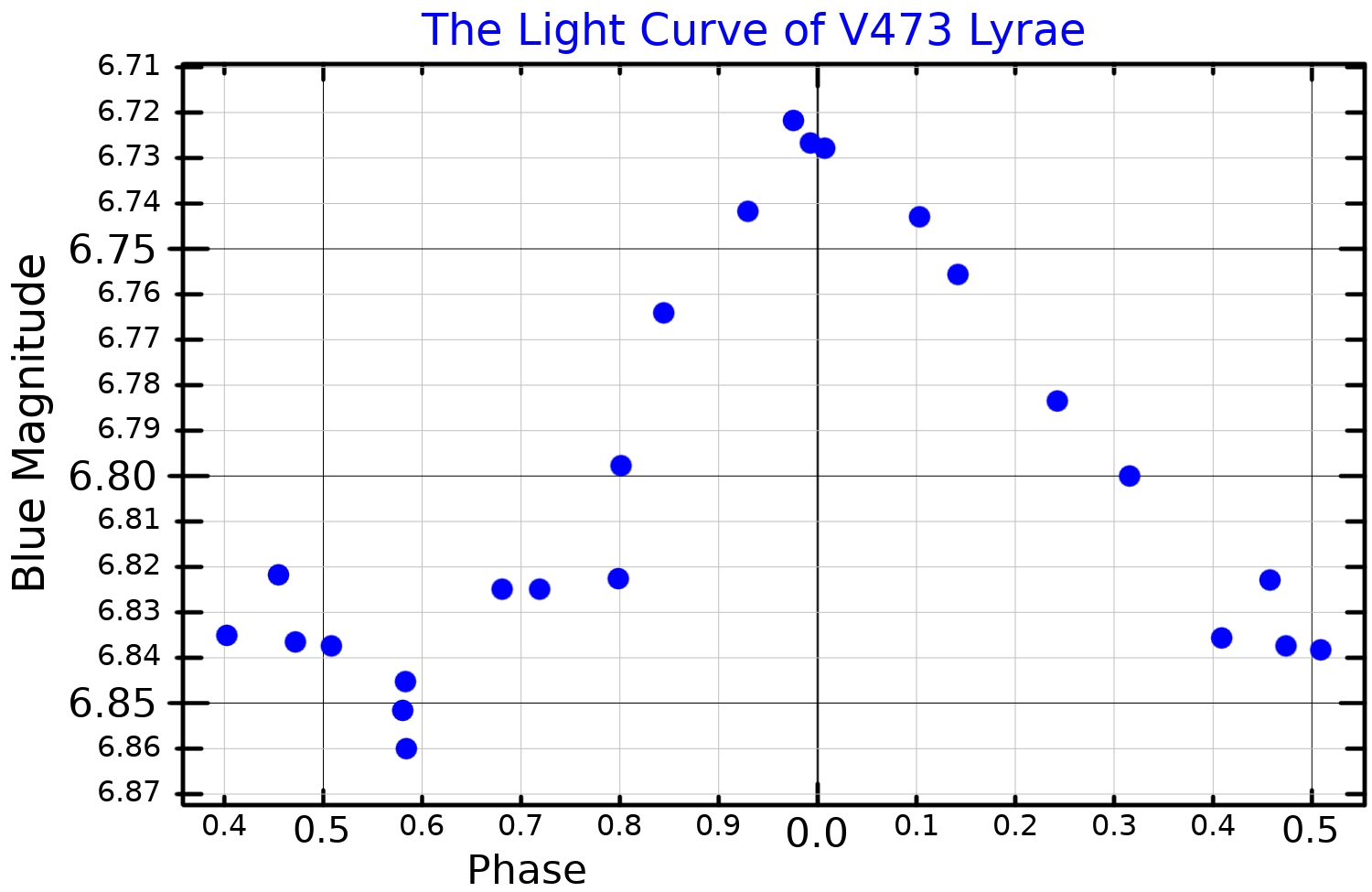
Ljuskurva för V473 Lyrae i blåa bandet, plottad från Kiss (1998)

Den ovanligt korta perioden för V473 Lyrae orsakas av pulseringar i den andra övertonen och grundpulseringsperioden skulle vara tre gånger så lång. Amplitudvariationerna har en ungefärlig period på 1 205 dygn, och det finns en sekundär modulering med en period på 5 300 dygn.